# 3714 Кенрассел
3714 Кенрассел (3714 Kenrussell) — астероїд головного поясу, відкритий 12 жовтня 1983 року.
Тіссеранів параметр щодо Юпітера — 3,369.